# Mochsogolloch
Mochsogolloch (in lingua russa Мохсоголлох) è una città di 7 100 abitanti situata nella Sakha-Jacuzia, in Russia.